# سرود ملی عمان
سرود ملی عمان (به عربی: نشید السلام السلطانی) در سال ۱۹۷۰ رسمیت یافت و در ۶ نوامبر ۱۹۹۶ ویرایشی در آن انجام شد.